# フジタ天台SCマーキュリー
フジタ天台SCマーキュリー（フジタてんだいエスシーマーキュリー）は、かつて存在した日本の女子サッカーチーム。神奈川県平塚市を拠点として日本女子サッカーリーグ（L・リーグ）に所属していたが、第20回全日本女子サッカー選手権大会（1999年）を最後に廃部となった。

## 概要・歴史
1990年、日本女子サッカーリーグへの参入を希望していた神奈川県綾瀬市の天台FCに建設会社のフジタがスポンサーに付きフジタ天台SCマーキュリーとして誕生。翌1991年6月から旭国際バニーズ、松下電器LSC、日興證券ドリームレディースとともに日本女子サッカーリーグ（JLSL：のちL・リーグ）に参加した。
1994年、前年限りで廃部となった日産FCレディースから選手が移籍。またこの年にJリーグに昇格したベルマーレ平塚と兄妹チーム的存在となり、同じデザインをベースとする黄緑色のユニフォームを採用した。
1995年、チーム名をフジタサッカークラブ・マーキュリー（フジタSCマーキュリー）に改名。
1996年に行われた第17回全日本女子サッカー選手権大会で読売西友ベレーザを3-2で敗って優勝を遂げた。
1998年、長引く不況によりメインスポンサーであるフジタの業績不振が深刻化。その結果、ベルマーレのメインスポンサーからの撤退とマーキュリーの解散が決定し、シーズン中に発表された。
1999年1月に行われた第20回全日本女子サッカー選手権大会の第2回戦で、同じくこの大会で解散となる日興證券ドリームレディースとの対戦に0-1で敗れたのを最後に廃部となった。

## 成績
| 回 | 年度 | クラブ名                           | リーグ    | チーム数 | 試合 | 勝点 | 勝 | 分 | 敗 | 順位 | 皇后杯   | 監督     |
| -- | ---- | ---------------------------------- | --------- | -------- | ---- | ---- | -- | -- | -- | ---- | -------- | -------- |
| 3  | 1991 | フジタ天台SCマーキュリー           | JLSL      | 10       | 18   | 3    | 1  | 1  | 16 | 10位 | 2回戦    | 花岡英光 |
| 4  | 1992 | フジタ天台SCマーキュリー           | JLSL      | 10       | 18   | 7    | 2  | 3  | 13 | 8位  | 準々決勝 | 花岡英光 |
| 5  | 1993 | フジタ天台SCマーキュリー           | JLSL      | 10       | 18   | --   | 3  | -- | 15 | 10位 | 2回戦    | 花岡英光 |
| 6  | 1994 | フジタ天台SCマーキュリー           | L・リーグ | 10       | 18   | --   | 8  | -- | 10 | 8位  | 準決勝   | 木村勝   |
| 7  | 1995 | フジタサッカークラブ・マーキュリー | L・リーグ | 10       | 18   | --   | 8  | -- | 10 | 6位  | 優勝     | 木村勝   |
| 8  | 1996 | フジタサッカークラブ・マーキュリー | L・リーグ | 10       | 18   | --   | 5  | -- | 13 | 9位  | 準々決勝 | 木村勝   |
| 9  | 1997 | フジタサッカークラブ・マーキュリー | L・リーグ | 10       | 18   | --   | 7  | -- | 11 | 7位  | 準々決勝 | 結城治男 |
| 10 | 1998 | フジタサッカークラブ・マーキュリー | L・リーグ | 10       | 18   | --   | 3  | -- | 15 | 9位  | 2回戦    | 結城治男 |

註）92年まで「勝ち点制」を採用。また前後期制を採用した93年以降の成績は年間順位。

## 獲得タイトル
- 1996年 第17回全日本女子サッカー選手権大会 優勝

## チーム名変遷
- 1990-1994年 フジタ天台SCマーキュリー
- 1995-1998年 フジタサッカークラブ・マーキュリー

## チームカラー
- 黄緑

(最終年のパターン)
| カラー    | 上衣               | パンツ | ストッキング |
| --------- | ------------------ | ------ | ------------ |
| FP（1st） | 黄緑・青ストライプ | 青     | 黄緑         |
| FP（2nd） | 白・青ストライプ   | 白     | 白           |
| GK（1st） | 赤                 | 赤     | 赤           |
| GK（2nd） | 黄                 | 黄     | 黄           |

## 主な所属選手
渡邊由美
- 小澤純子
- 片桐ひろみ